# Sabor ácido

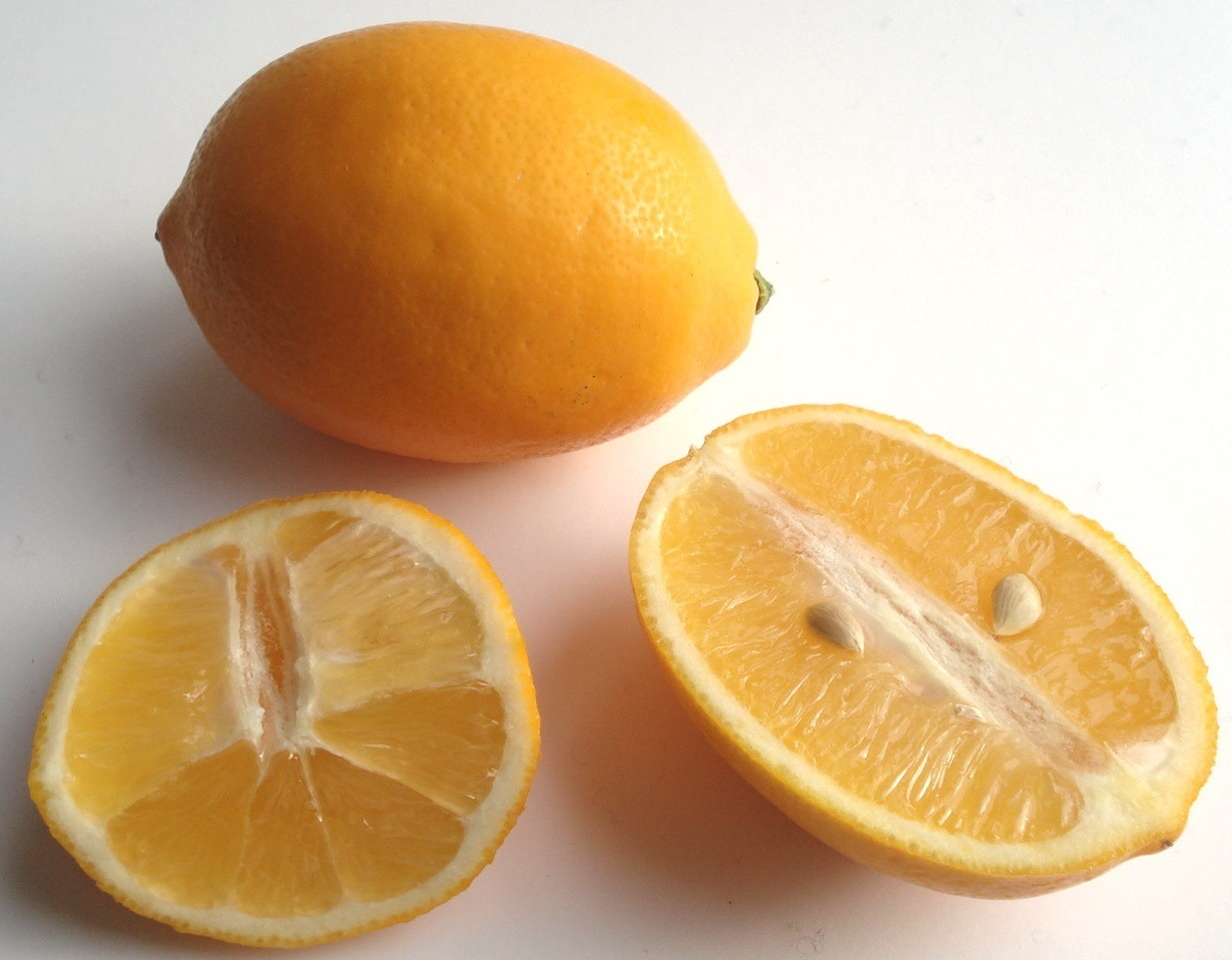
El limón se caracteriza por su sabor ácido.

El sabor ácido (a menudo se identifica también con el sabor agrio) es uno de los cinco sabores básicos detectados por las papilas gustativas de la lengua. Los sensores de las papilas gustativas detectan mediante canales iónicos los iones hidronio (H3O+) que se forman al haber ácidos en presencia de agua. Al igual que el sabor amargo, el ácido es considerado como una 'alarma' por el cerebro ya que algunas sustancias venenosas y perjudiciales poseen sabores ácidos. Los sensores específicos en la lengua que detectan el sabor ácido se denominan TAS2R.

## Química de lo ácido

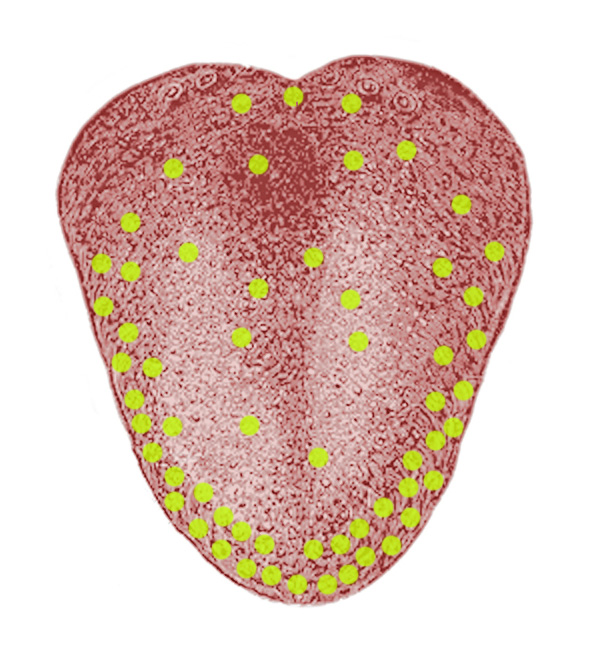
Puntos específicos de la lengua donde se detecta el sabor ácido o agrio con mayor intensidad.

Las sustancias ácidas o con un cierto contenido ácido reaccionan en la lengua dando esta sensación o gusto a ácido. De hecho, el nombre de ácido justamente proviene de su sabor. No obstante, la intensidad del sabor ácido no se puede explicar por su acidez (pH); por ejemplo el ácido cítrico que existe en ciertos frutos como la naranja, el limón, etc., tiene un "sabor agrio" muy pronunciado y que no se puede explicar con fundamento en la cantidad de iones de hidrógeno u oxonio que produce. Otro ejemplo de la misma forma es el caso del vinagre, que está compuesto de ácido acético y que posee un sabor mucho más agrio de lo que se esperaría de la concentración de iones de hidrógeno que produce. Algunas variedades de manzana pueden tener este sabor debido al ácido málico. Algunos compuestos como el amiloride pueden afectar y reducir el sabor ácido.
La percepción de un sabor ácido induce a reacciones aversivas debido a que numerosos alimentos peligrosos o no comestibles poseen esta característica. Esa aversión es considerada por muchos investigadores como una forma natural de defensa ante la ingesta eventual de venenos. Las papilas gustativas especialmente las papilas caliciformes son las más voluminosas e importantes que hay en la lengua y son las encargados de recibir el estímulo gustativo "ácido y amargo". La familia de detectores TAS2R en las papilas gustativas de la lengua se dedican a la misión de detectar los sabores ácidos.

## Alimentos ácidos
Lo son, por regla general, ciertas frutas de la rama de los cítricos y sus productos, como pueden ser los zumos de limón y de naranja, las manzanas, ciruelas, maracuyá, el kiwi, etc. También algunos lácteos fermentados (el ácido láctico es el responsable de ello), así como ciertas plantas, el vinagre, el tamarindo, el tomate guisado (se puede corregir añadiendo un poco de azúcar), etcétera. También suelen ser ácidas la mayor parte de las frutas cuando están verdes, por ejemplo: el mango, la guayaba, las uvas, la granada, etc.   
La mayoría de las mezclas en polvo para preparar bebidas poseen sabor ácido debido a su contenido de ácido fumárico y ácido cítrico. 
El valor de pH es un indicador primordial del contenido ácido en un alimento o bebida en particular y varía de 0 a 14. Generalmente, todo aquello que tenga un valor de pH por debajo de 7, es considerado ácido. A continuación, se enuncian algunos alimentos que consumimos de forma diaria con niveles de pH ácidos: las uvas blancas tienen un pH de 2,9; manzana; gelatina de frutas y miel con un pH de 3,0; puré de manzanas, jugo de naranja y fresas/frutillas con un pH de 3,3;  el vino de mesa 3,5 de pH; naranjas 3,6 de pH; pasas de uva 3,8 de pH; cerezas 4,0 de pH; queso crema, tomates y el jugo de tomate 4,1 de pH; queso cottage 4,8 de pH; sopa de verduras 4,9 de pH, entre otros alimentos.